# Fledermauswinterquartiere des Steigerwalds und der Frankenhöhe
Fledermauswinterquartiere des Steigerwalds und der Frankenhöhe este o arie protejată (arie specială de conservare — SAC, sit de importanță comunitară — SCI) din Germania întinsă pe o suprafață de 1,32 ha, integral pe uscat.

## Localizare
Centrul sitului Fledermauswinterquartiere des Steigerwalds und der Frankenhöhe este situat la coordonatele 49°35′42″N 10°17′52″E / 49.595°N 10.2978°E.

## Înființare
Situl Fledermauswinterquartiere des Steigerwalds und der Frankenhöhe a fost declarat sit de importanță comunitară în noiembrie 2004 pentru a proteja 3 specii de animale. Situl a fost protejat și ca arie specială de conservare în aprilie 2016.

## Biodiversitate
Situată în ecoregiunea continentală, aria protejată nu include niciun habitat protejat.
La baza desemnării sitului se află mai multe specii protejate de  mamifere (3): liliac cârn (Barbastella barbastellus), liliac cu urechi mari (Myotis bechsteinii), liliac comun (Myotis myotis).